# Portret van Émile Zola
Portret van Émile Zola (Frans: Portrait d'Émile Zola) is een schilderij van de Franse kunstschilder Édouard Manet uit 1867-1868, in olieverf op doek, 146,5 bij 114 centimeter groot. Het portretteert de bevriende schrijver en criticus "en profil", in driekwart. Het werk bevindt zich in thans in het Musée d'Orsay te Parijs.

## Context
Manet oogstte bij de officiële kritiek in de jaren 1860 veel verontwaardiging en afkeer, in het bijzonder met zijn Le déjeuner sur l'herbe (1863) en Olympia (1865), die werden afgewezen door de Parijse salon. Scandaleus was niet zozeer de naaktheid van de figuren, maar vooral de nadrukkelijke presentatie van de modellen als personen in het dagelijks leven, die het ook nog eens waagden de toeschouwer recht in de ogen te kijken.
De dan 27-jarige en op dat moment nog niet zo bekende schrijver en criticus Émile Zola ging echter niet mee in de negatieve kritiek en toonde zich gefascineerd door het werk van Manet. In een artikelenreeks uit 1866 in het tijdschrift L'Évenement nam hij het voor hem op en riep hem uit tot schilder van het moderne leven en de moderne dandy, hetgeen toen als een compliment gold. Hij schreef onder andere dat "de plaats van Manet in het Louvre al vaststond, net zoals die van Courbet". Het kostte Zola zijn aanstelling bij het tijdschrift, maar bracht hem een levenslange vriendschap met Manet. Het portret dat Manet in 1868 van hem maakte kan dan ook gezien worden als een soort van hommage en een tegenprestatie voor zijn eerdere stellingname, tegen de stroom in.

## Beschrijving
Manet schildert de criticus en romanschrijver in zijn studeerkamer, onwankelbaar, gezeten op een gedessineerde kussenstoel bij een secretaire, met de benen over elkaar geslagen. Zijn knijpbril heeft hij afgezet en hangt voor zijn buik. Hij lijkt wat te mijmeren over wat hij zojuist gelezen heeft in een geschrift op zijn schoot. Het betreft een geïllustreerde uitgave, mogelijk een deel van Charles Blancs Histoire des peintres, een werk over realistische kunst dat door Manet en Zola zeer werd bewonderd. Zola is gekleed volgens de laatste mode, als een Parijse dandy, in een grijze broek en zwart jasje. Op de tafel zien we twee pijpen, een inktpot met ganzenveer en diverse boeken. Daarachter liggen allerlei spullen opgestapeld, waaronder een blauw schrift dat hij in 1868 onder de titel Édouard Manet: Étude biografique et critique publiceerde. Het schrift dient tevens ter signering van het werk en als opdracht aan Manet.
Aan de linkerkant wordt de kleine ruimte begrensd door een gedecoreerd Japans kamerscherm, terwijl de achtergrond wordt afgebakend door een egale donkere muur. Op een prikbord hangen drie reproducties: een Japanse prent van een sumoworstelaar, een ets van Diego Velasquez' Triomf van Bacchus en een afbeelding van Manets Olympia, die glimlachend richting de schrijver kijkt. De getoonde werken zijn verwijzingen naar inspiratiebronnen voor Manet, en als zodanig ook beschreven door Zola. Alles is zorgvuldig gearrangeerd, als een geschilderd pamflet.
Compositorisch kiest Manet voor een vlakke opzet, bijna tweedimensionaal. Kleurvlakken worden zonder hiërarchie naast elkaar gezet, wat opnieuw de afkeuring van critici opriep, die het "vlekkenkunst noemden". De overheersende donkere en sobere tonen worden door Manet op handige wijze opgehaald door het weloverwogen plaatsen van de gemengde kleuren van de attributen.
Ondanks de compacte uitvoering werkte Manet met grote nauwkeurigheid aan het portret. Zola schreef later dat hij niet mocht bewegen, ook niet wanneer de schilder aan kleine details werkte. Manet verklaarde dat hij alleen maar kon schilderen direct "naar de natuur". Criticus Théophile Gautier oordeelde dat Manet met dit portret een leiderspositie binnen het realisme had verworven.

## Galerij

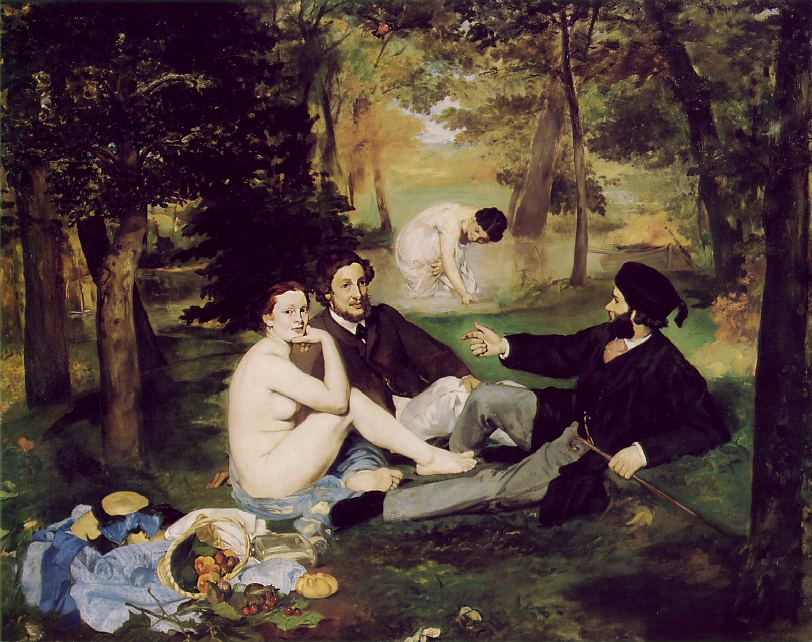
Le déjeuner sur l'herbe, 1863
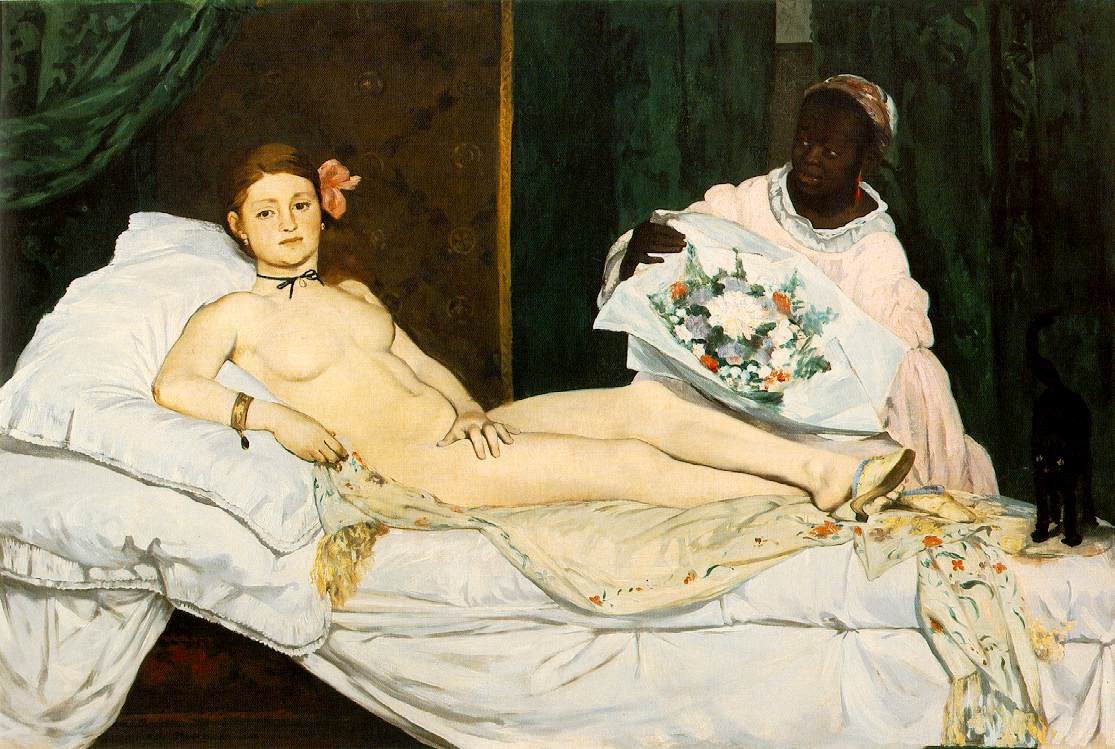
Olympia, 1865
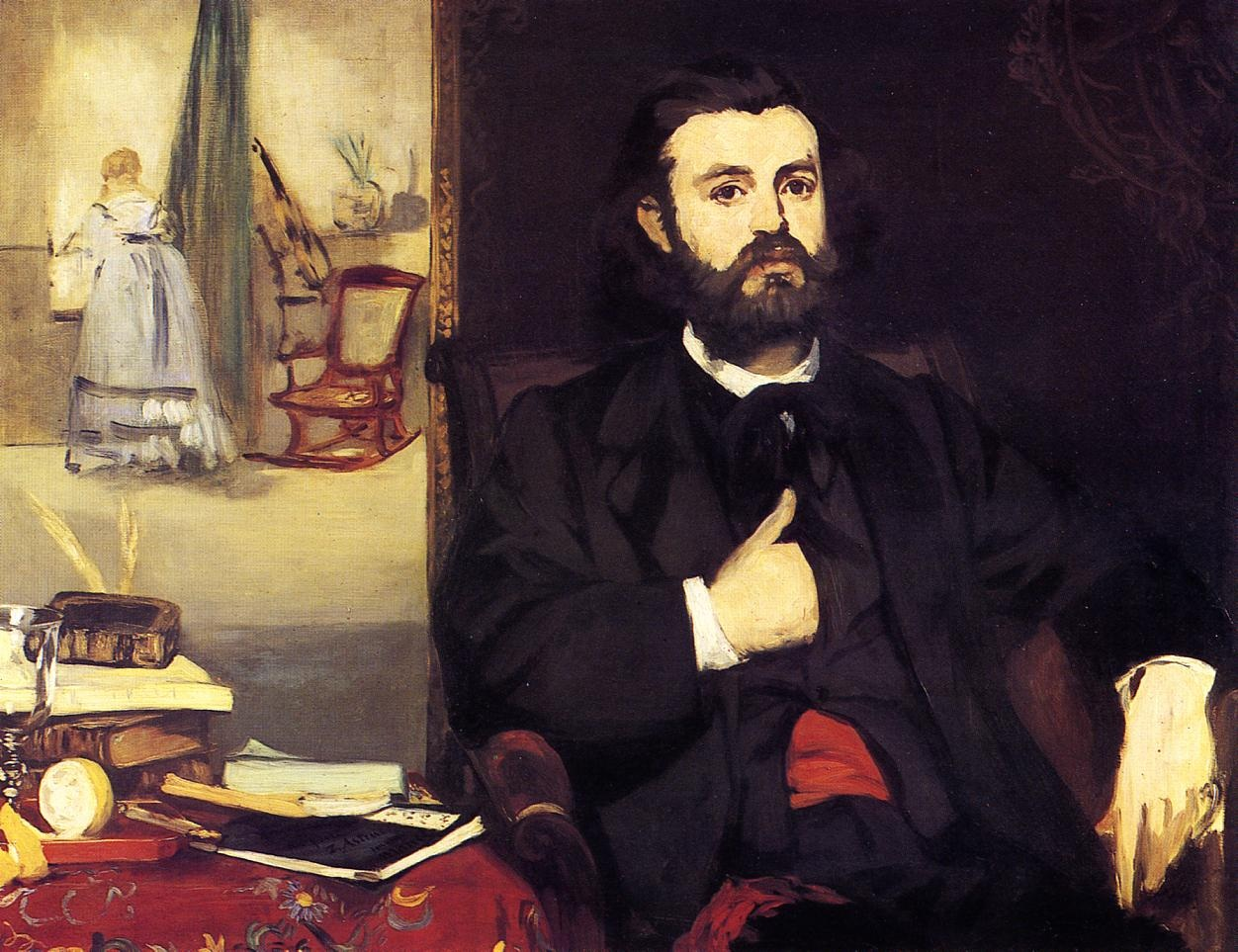
Zacharie Astruc, 1866, vergelijkbaar portret